# Kim Carnes
Kim Carnes (ur. 20 lipca 1945 w Pasadenie) – amerykańska piosenkarka i autorka tekstów piosenek, wykonująca gatunki pop, rock, country i folk. Jest znana z charakterystycznego, zachrypniętego głosu. Jej największym przebojem jest „Bette Davis Eyes” z 1981.

## Życiorys
W drugiej połowie lat 60. występowała w zespole The New Christy Minstrels. Działalność solową rozpoczęła na początku lat 70., wydając album Rest on Me. Razem z mężem Dave’em Ellingsonem napisała kilka piosenek dla Davida Cassidy’ego. Po związaniu się z wytwórnią A&M Records wydała dwa albumy, Kim Carnes (1975) i Sailin’ (1976), które nie zdobyły rozgłosu.
W 1978 roku jej duet „You’re a Part of Me” z Gene’em Cottonem wszedł do top 40 amerykańskiej listy przebojów Hot 100. Kolejna płyta, St. Vincent’s Court, wydana już dla koncernu EMI, nie weszła jednak na listy sprzedaży. Kariera Carnes zaczęła się rozwijać dopiero w 1980 roku, po wydaniu duetu „Don’t Fall in Love with a Dreamer” z Kennym Rogersem oraz solowego singla „More Love”, które były dużymi przebojami w Ameryce Północnej. Wydana w tym samym roku płyta Romance Dance osiągnęła umiarkowany sukces w USA, Kanadzie i Australii.
Szczyt jej popularności przypadł na rok 1981, kiedy to ukazał się singel „Bette Davis Eyes”. Był on międzynarodowym przebojem, docierając do miejsca 1. m.in. w Stanach Zjednoczonych, Australii, Niemczech i Norwegii. Był to najlepiej sprzedający się singel na amerykańskim rynku według magazynu „Billboard”. Piosenka zdobyła nagrodę Grammy w kategorii „Nagranie roku”. Album Mistaken Identity dotarł na szczyt list sprzedaży w USA, a następny singel „Draw of the Cards” osiągnął umiarkowany sukces na międzynarodowych notowaniach.
W 1982 piosenkarka wydała płytę Voyeur, która cieszyła się względnym powodzeniem, podobnie jak singel o tym samym tytule. W 1984 nagrała drugi przebojowy duet z Kennym Rogersem, „What About Me?”, oraz piosenkę „Make No Mistake, He’s Mine” z Barbrą Streisand. Jej kolejny album, Barking at Airplanes (1985), osiągnął średnią popularność i zawierał popularny singel „Crazy in the Night”. W tym samym roku Carnes wzięła udział w nagraniu charytatywnej piosenki „We Are the World” projektu USA for Africa.
W 1988 wydała album w stylu country View from the House przez wytwórnię MCA, a w 1991 płytę Checkin’ Out the Ghosts tylko na rynku japońskim. Nagrała też duet „Hooked on the Memory of You” z Neilem Diamondem. W 1993 ukazała się kompilacja Gypsy Honeymoon: The Best of Kim Carnes. W latach 90. skupiła się na pisaniu piosenek dla innych artystów. Nagrała też piosenki do filmów, m.in. Ukryta prawda i Loggerheads. Jej ostatni jak do tej pory album, Chasin’ Wild Trains, ukazał się w 2004 roku.

## Dyskografia

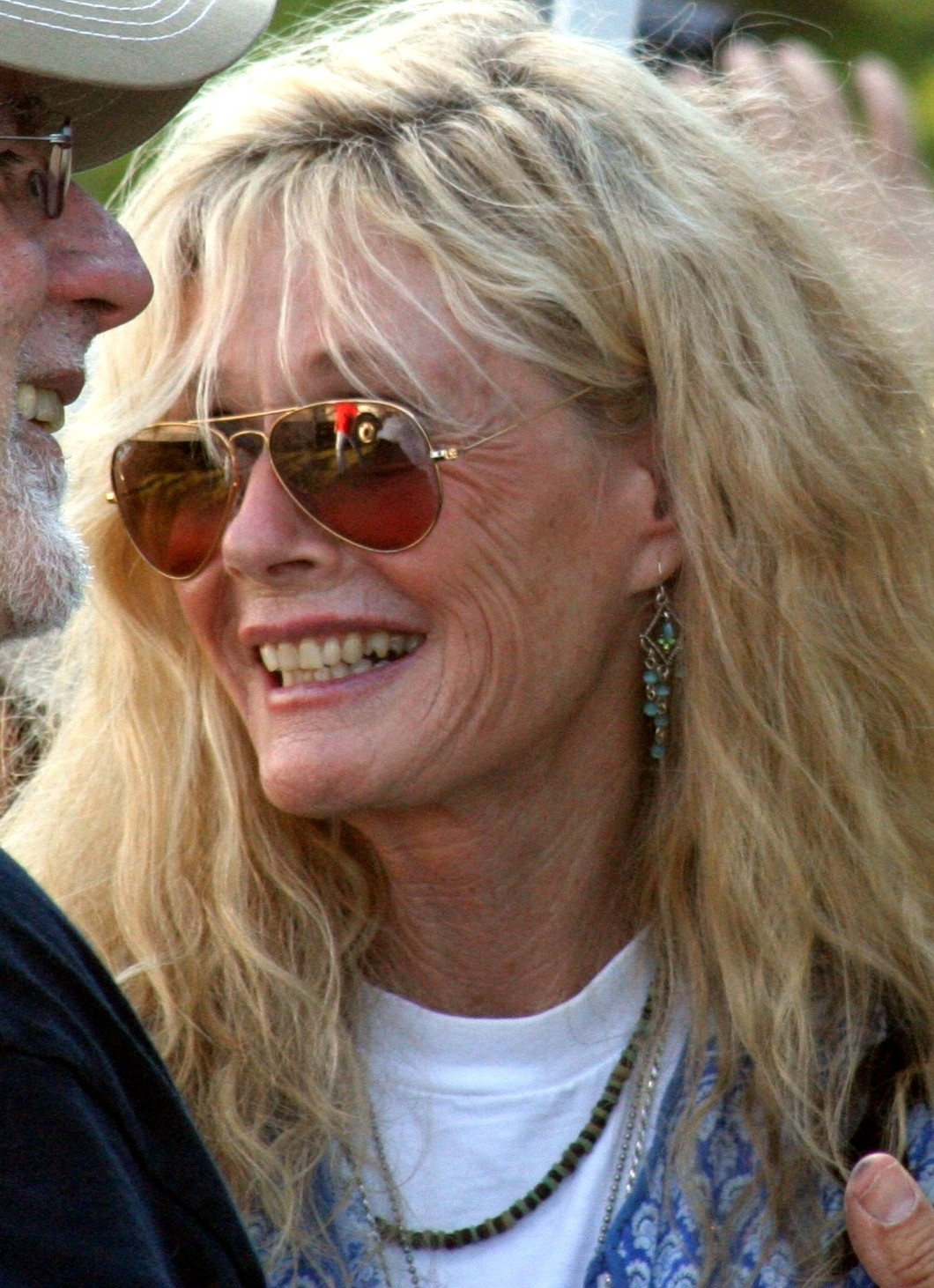
Carnes w 2008

- 1971: Rest on Me
- 1975: Kim Carnes
- 1976: Sailin’
- 1979: St. Vincent’s Court
- 1980: Romance Dance
- 1981: Mistaken Identity
- 1982: Voyeur
- 1983: Café Racers
- 1985: Barking at Airplanes
- 1986: Light House
- 1988: View from the House
- 1991: Checkin’ Out the Ghosts
- 2004: Chasin’ Wild Trains